# Hora Sexta

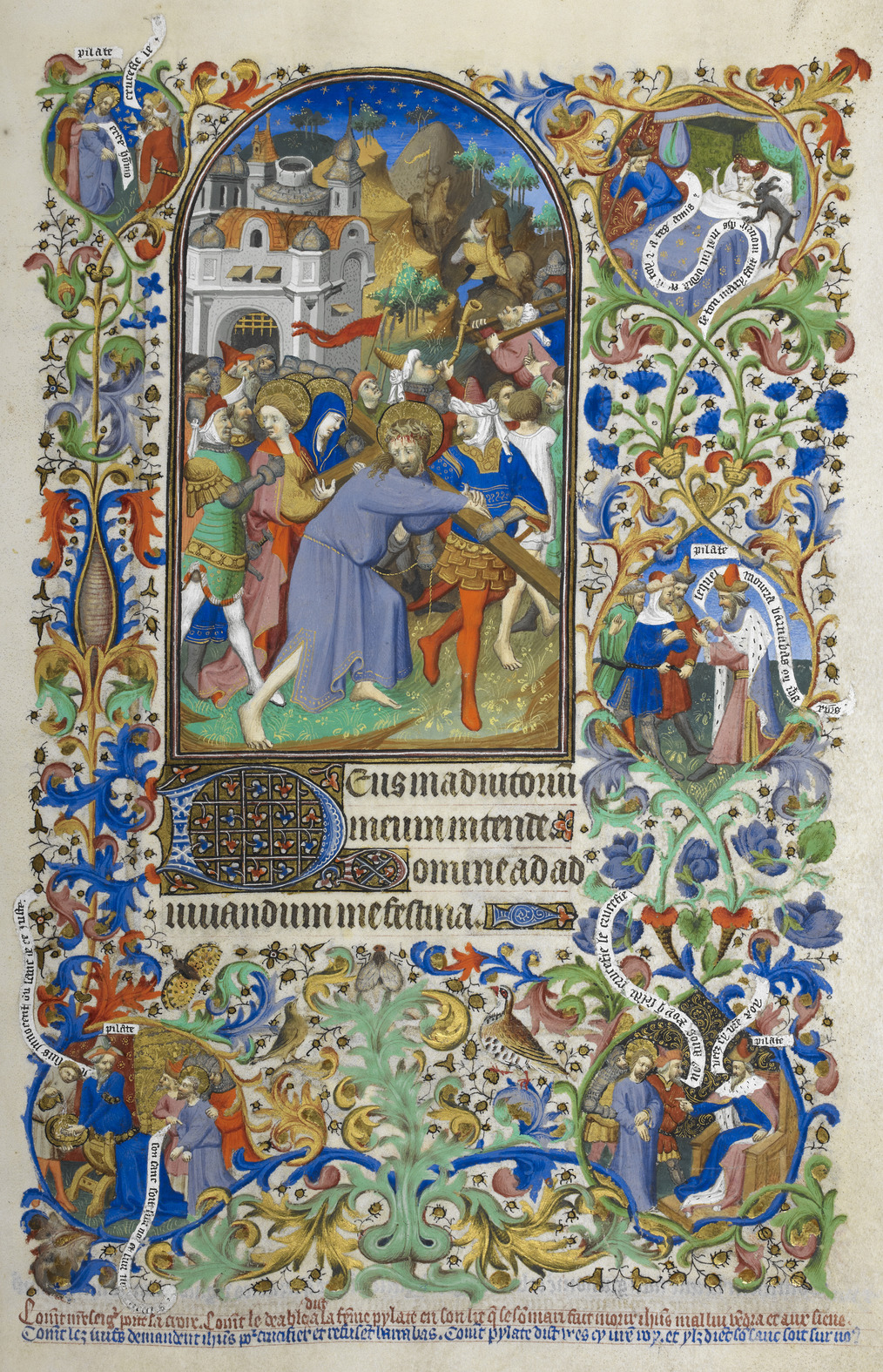
Ilustração do Livro de Horas ; Jesus carrega sua cruz

A Hora Sexta é uma das horas intermédias da Liturgia das Horas.
Ela é rezada ao meio-dia.
Ela recebe esse nome por ser rezada na sexta hora de luz do dia, em geral.

## Hino
Versão lusófona de Rector Potens, Verax Deus.
Ó Deus, verdade e força
que o mundo governais,
da aurora ao meio-dia,
a terra iluminais.

De nós se afaste a ira,
discórdia e divisão.
Ao corpo dai saúde,
e paz ao coração.

Ouvi-nos, Pai bondoso,
por Cristo Salvador,
que vive com o Espírito

convosco pelo Amor.